# Agronomía

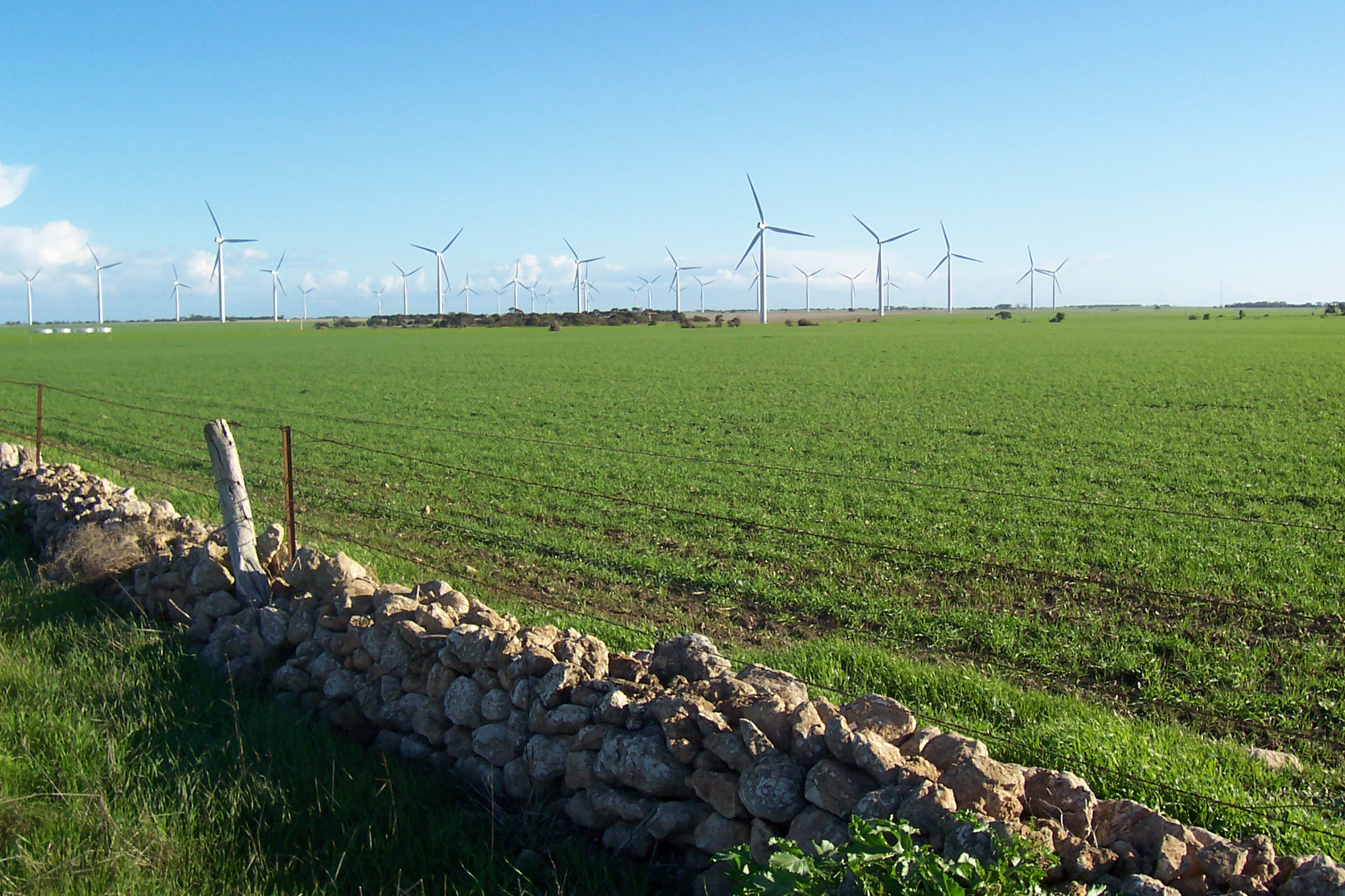
La agronomía está presente en los cultivos hoy en día.

La agronomía (del latín ager, ‘campo’, y del griego νόμος nomos, ‘ley’), formalizada como ingeniería agronómica, es el conjunto de conocimientos de diversas ciencias aplicadas que rigen la práctica de la agricultura. Fundamentada en principios científicos y tecnológicos, estudia los factores físicos, químicos, biológicos, económicos y sociales que influyen o afectan un proceso productivo. Su objeto de estudio es el fenómeno complejo o proceso social del agroecosistema, entendido como el modelo específico de intervención del ser humano en la naturaleza, con fines de obtención de alimentos y materia prima.

## La agronomía y la ciencia

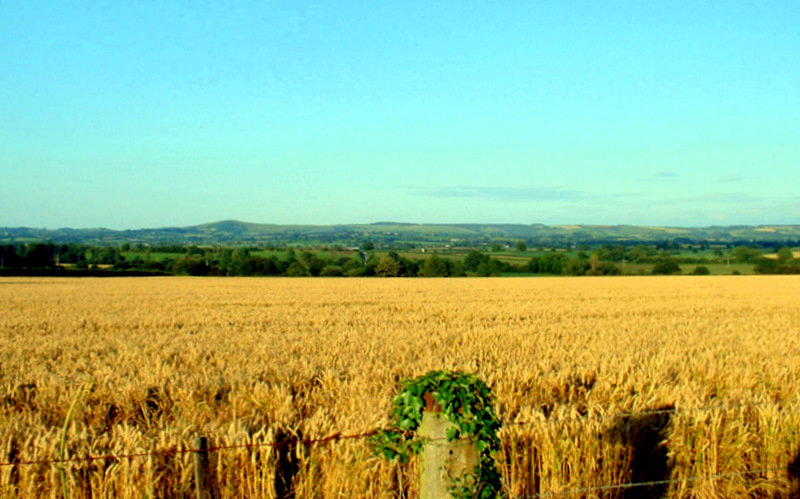
La agricultura moderna mecanizada permite grandes campos de cultivos como este en Dorset, Inglaterra.

La agricultura y la ganadería no son ciencias formales sino aplicadas. Son técnicas para producir bienes utilizando los recursos que brinda la naturaleza, incluidos los de naturaleza u origen humano. En tanto la tecnología es el enfoque científico de los problemas prácticos, es decir, el tratamiento de estos problemas sobre un fondo de conocimiento científico y con la ayuda del método científico. 
El sector rural necesita de la aplicación del conocimiento teórico con criterio de causalidad en la toma de decisiones. Existen diferentes parámetros para la toma de decisiones, existen muchas escuelas de pensamiento respecto a los parámetros a tener en cuenta a la hora de manejar un sistema y adaptar la tecnología a las condiciones logísticas encontradas. Hay muchas necesidades actuales de trabajo interdisciplinar para el manejo de agrosistemas más sostenibles. El problema de las fuentes de energía alternativa se está trabajando a mediano plazo (caña de azúcar, remolacha azucarera, palma de aceite, etc).

## La agronomía y la tierra

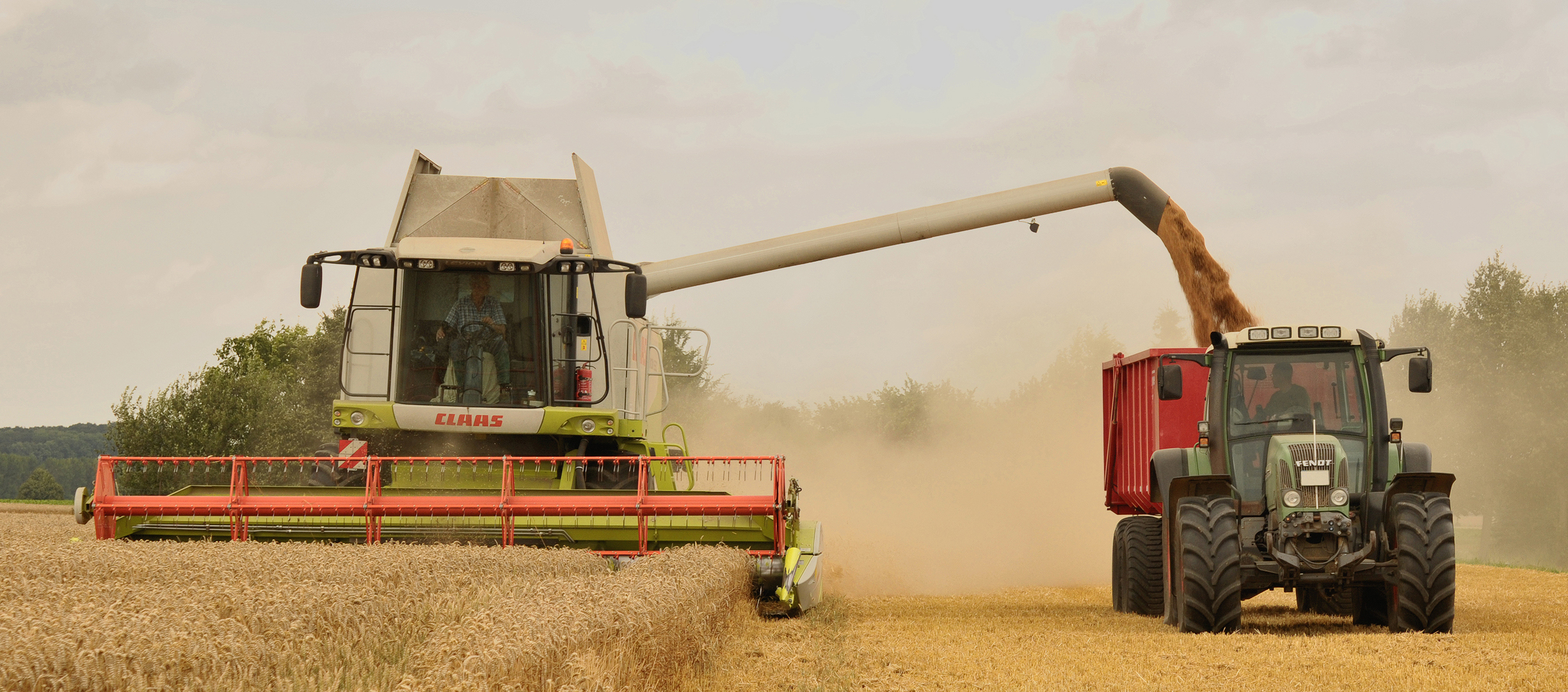
Cosecha de trigo con una cosechadora

Los agrónomos estudian la manera de hacer el suelo más productivo. Clasifican los tipos de suelo y los estudian para determinar si contienen sustancias vitales para el desarrollo de las plantas. Las sustancias nutricionales contienen compuestos de nitrógeno, fósforo y potasio entre otros y si bien es cierto que el suelo generalmente contiene estas sustancias en las cantidades demandadas por los cultivos, los fertilizantes pueden aumentarlas con el consiguiente crecimiento de la productividad bajo un marco sostenible para el ambiente. Los agrónomos estudian el movimiento de los nutrientes a través del suelo, los cuales son absorbidos por las raíces de las plantas. Estudian también el desarrollo de las raíces y la estrecha relación que tienen con el suelo. 

### Características físicas del suelo
Las características físicas de un cuerpo cualquiera son aquellas que se pueden estudiar sin alterar su estructura molecular. Pueden evaluarse por inspección visual o por el tacto y pueden describirse con precisión e incluso medirse. En el caso del suelo, las características físicas que se estudian son las siguientes: textura, estructura, densidad, sabor, consistencia, plasticidad, profundidad y color.
Estas cualidades son importantes porque influyen en el desarrollo de las plantas y en el manejo mecánico de los suelos agrícolas. Conocerlas implica hacer valoraciones de mucha utilidad, relacionadas con la labranza, drenaje, aireación, anclaje de las plantas, retención de nutrientes y de agua, etc.

## El fitomejoramiento
El fitomejoramiento es visto como un área que se vuelve más dinámica, al permitir seleccionar plantas con características deseables como resistencia a plagas y enfermedades, alto rendimiento, siendo una estrategia incluida en el manejo fitosanitario integrado, condiciones de estrés, índice de cosecha o nutrición animal. Esta disciplina también se relaciona con la creciente producción de plantas ornamentales, que al tener una demanda muy elástica y mayor movilidad tienen la posibilidad de producir frecuentemente nuevos cultivares.

## Control del suelo
El suelo es un elemento esencial que constituye el soporte de la mayor parte de las actividades económicas humanas, por lo tanto; se considera uno de los recursos naturales más apreciados de la humanidad. Una de las principales causas de su degradación, es su sobreexplotación, además de que el constante uso de químicos ataca indirectamente a los microorganismos responsables de la nutrición del suelo.
El uso de abonos naturales ayuda a que el suelo no pierda componentes para rendir eficazmente en la producción agrícola, así como también evitar el uso excesivo de contaminantes para evitar su degradación.
Para tener un buen control, es necesario realizar un muestreo de suelo para regular el PH de él.

## La agronomía y el trabajo

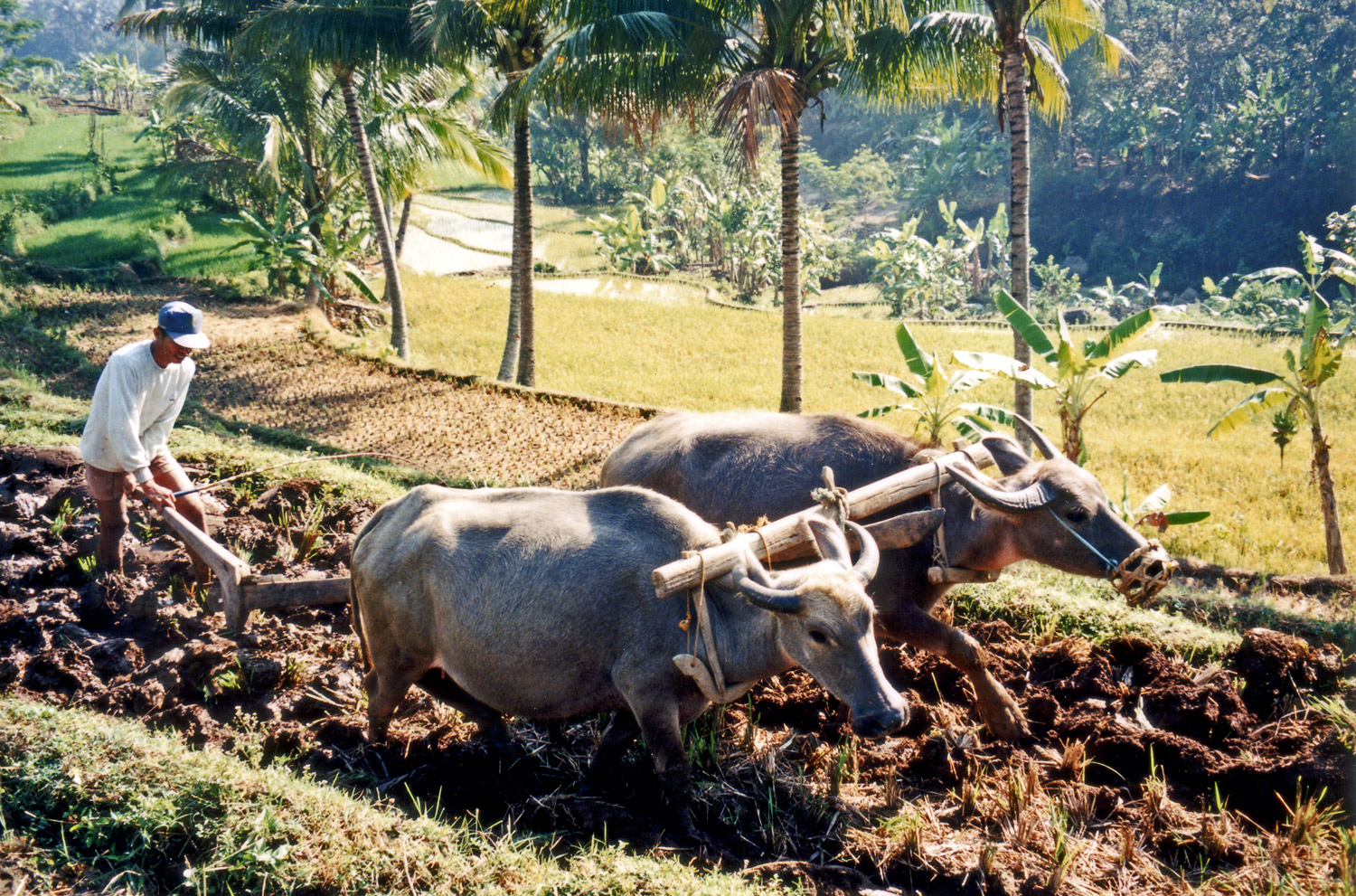
Arado de campos de arroz con búfalos de agua en Indonesia.

Cada ítem tratado en agronomía ofrece muchas posibilidades de trabajo, por ejemplo, la mayoría de estudios de manejo de la nutrición, fitosanitario, cultivares, entre otros se realiza en condiciones templadas, y aunque hay estudios en regiones tropicales (e.g., CIAT), allí sigue adaptándose la tecnología desarrollada en regiones templadas. La poscosecha es otro tema de mucho interés, porque es donde actualmente se generan las principales pérdidas en los sistemas productivos.

## La producción sostenible
La agronomía moderna promueve el ejercicio de esta disciplina aplicando un esquema sostenible, es decir, el aprovechamiento de los recursos naturales para la obtención de productos agrícolas, pecuarios y forestales debe hacerse en forma responsable, evitando que las prácticas agronómicas como el uso de agroquímicos, la irrigación, la labranza del suelo, la rotación de cultivos, etc. generen procesos que pongan en riesgo la calidad y disponibilidad a largo plazo de recursos tales como el agua, suelo, atmósfera y biodiversidad. La producción sostenible involucra asimismo el pago justo a quienes realizan las actividades agronómicas, a fin de mejorar la calidad de vida de las comunidades rurales y las redes cortas de comercialización

## Ingeniero agrónomo

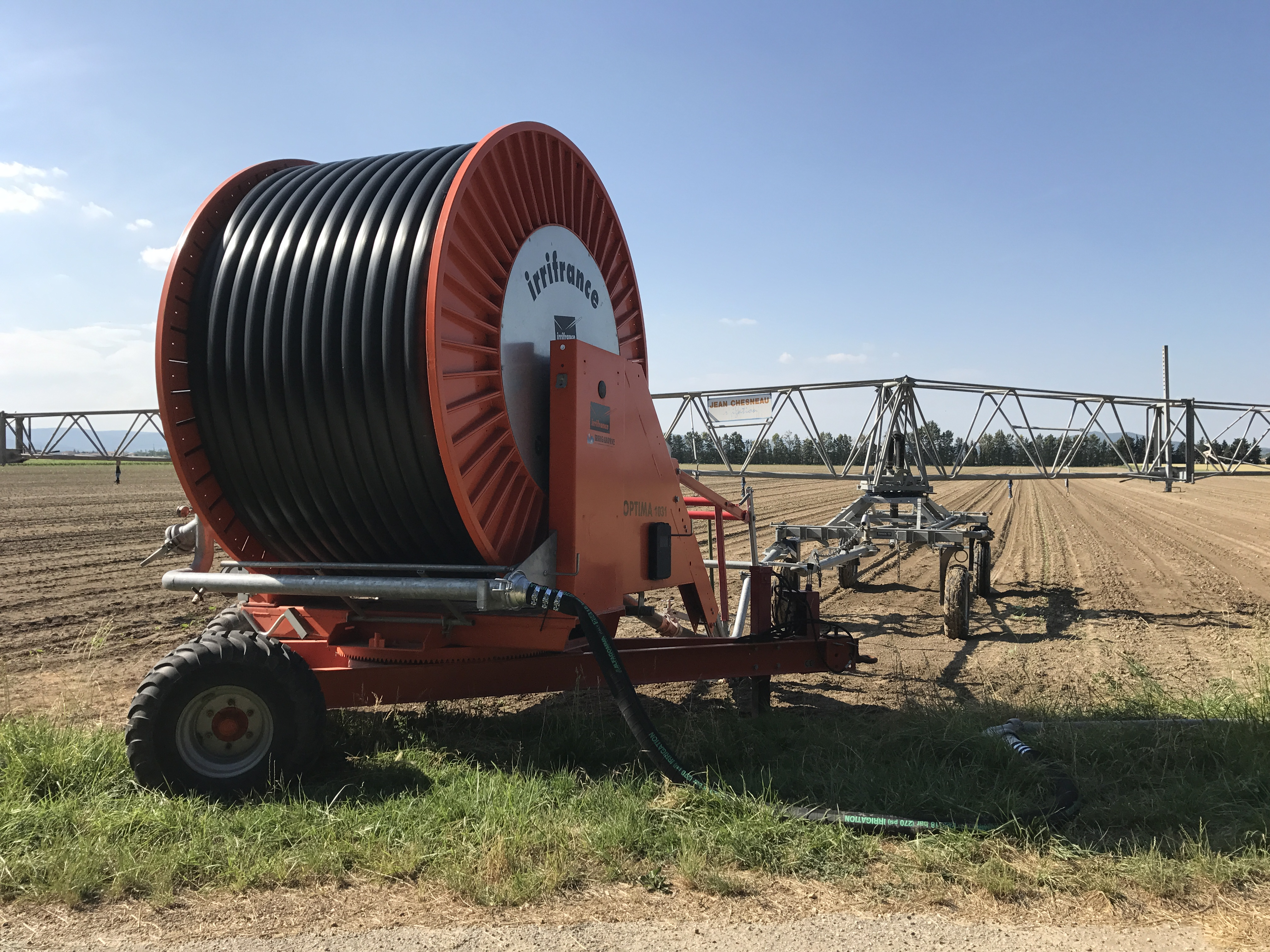
Riego agrícola.

El ingeniero agrónomo es un profesional que maneja los recursos naturales renovables en forma racional. Su actividad va dirigida al desarrollo del sector agropecuario, del medio rural y de la industria agroalimentaria. En este sentido, planifica, coordina y realiza estudios e investigaciones sobre manejo de los suelos con fines agrícolas, que incluye control de fertilidad, riego y drenaje, mecanización agrícola; redacta proyectos de construcción (naves industriales, industrias agrarias y alimentarias, presas, presas derivadoras, caminos, vivienda rural, electrificación, silos, muros de contención...) mejoramiento genético y agronómico así como el control de plagas y enfermedades (uso de pesticidas, biocidas) en plantas y en animales, uso de técnicas agroindustriales en el procesamiento de productos agropecuarios, asistencia técnica y adiestramiento de agricultores y productores agropecuarios; estudios socioeconómicos del sector agrícola y administración de fincas. Fiscaliza la producción de semillas certificadas y la aplicación de normas legales fitosanitarias. Además, gran parte de ellos se dedica a temas medioambientales, como estudios de impacto ambiental, energías renovables, etc.

### Mercado ocupacional
Instituciones de educación superior; fábricas de concentrados de frutas, hortalizas, cereales, flores, granos, empresas tabacaleras, industrias conserveras, industrias fermentativas, industria viti-vinícola, industrias cárnicas, industrias lácteas; asociaciones de productores agropecuarios o  productos rurales, empresas agroindustriales; fábricas de productos químicos. Una buena práctica en su profesión de manera libre, bien en despachos propios o asociados a otras disciplinas o de manera individual.
Entre las competencias del ingeniero agrónomo destacan la redacción de proyectos y dirección de obra de industrias agrarias y alimentarias, la realización de estudios y asesoría en suelos, cultivos, cosechas, etc., y la tasación y valoración de terrenos.
Otra de las competencias del ingeniero agrónomo es la de gestionar, dirigir los proyectos productivos velando siempre la seguridad alimentaria. Sin embargo, hoy día, con el desarrollo del sector servicio y comunicaciones en la economía mundial, el papel del ingeniero agrónomo es cada vez mayor, siendo indispensable en todos los proyectos agropecuarios y agroindustriales en las áreas de administración, finanzas e ingeniería agroindustrial y alimentaria.

## Historia de la agronomía
Según el historiador Gilles Denis, la agronomía apareció en Europa en el siglo XVIII, ligada al desarrollo del método científico y a una “ideología de la utilidad” que empuja a comprender y dominar la naturaleza. También estaría vinculado al desarrollo de la economía política, la fisiocracia y la idea de que la agricultura era la fuente esencial de riqueza de un reino. Para Gilles Denis, es por tanto anacrónico hablar de agronomía antes de su aparición en la Europa del siglo XVIII (por ejemplo en las expresiones agronomía antigua, latina, china, etc.). Por el contrario, Jean Boulaine, al definir la agronomía como “un conjunto de conocimientos relativos al desarrollo, la explotación y la conservación del mundo rural, y los sistemas de técnicas que permiten desarrollarlos”, considera que la agronomía aparece al mismo tiempo que la agricultura..

### Antigüedad
Si desde la Antigüedad más remota las obras rurales están presentes en la iconografía (bajorrelieves egipcios, por ejemplo) y son objeto de la atención de las élites en determinadas civilizaciones (papel de las paradeisias, los palacios y las granjas imperiales, en el Imperio persa aqueménida), teníamos hay que esperar a que el agrónomo púnico cartaginés (en la actualidad Túnez) Magón (antes del siglo II a. C. pero no es fácil fecharlo) haga referencia a un tratado de agronomía estructurada. Su valor fue tan reconocido que el Senado romano ordenó su traducción. En general, la aristocracia romana mostró un cierto interés por la agronomía, lo que dio lugar a una sucesión de autores (Catón el Viejo, Varrón, Columela, Paladio, etc.) y tratados sobre agricultura.

### Desde la Edad Media hasta principios delsigloXIX
En la Edad Media, el progreso agronómico se difundió principalmente a través de las abadías, especialmente las benedictinas. A partir del Renacimiento, el resurgimiento general de la escritura y la lectura también afectó a la agronomía. Si al principio los tratados antiguos se publicaban principalmente en latín y luego en lenguas vernáculas, luego se produjeron tratados originales (Bernard Palissy). El más conocido en Francia es el del caballero Olivier de Serres, autor del Théâtre d'agriculture; sin embargo, la difusión de la agronomía sigue siendo muy limitada. Luego, en la segunda mitad del siglo XVIII, se renovó la difusión y el estudio de la agronomía a través de las sociedades agrícolas reales y de eruditos como Duhamel du Monceau, autor de Elementos de agricultura en 1762.
En el siglo XVIII y principios del XIX, los fisiócratas se interesaron por la agricultura en su aspecto económico, mientras un grupo de grandes terratenientes (Jethro Tull, Arthur Young, Mathieu de Dombasle) experimentaban con nuevos métodos que difunden en obras y a veces codifican en la forma de las teorías. Al mismo tiempo se crearon sociedades agrícolas nacionales o locales y granjas experimentales La primera en Francia, la Société royale d'agriculture de la généralité de Paris (Real Sociedad Agrícola de la Generalidad de París, Académie d'Agriculture), fue fundada por Luis XV en 1761 y contaba entre sus corresponsales a agrónomos como Victor Yvart.

### SigloXIX
La Agronomía nació como disciplina universitaria durante el siglo XIX, donde se desarrolló tanto la investigación como la docencia en torno a la agricultura. En este movimiento participaron en la primera mitad del siglo agrónomos como Albert Thaer, André Thouin y Adrien de Gasparin. Las contribuciones de Justus von Liebig allanaron el camino para el advenimiento de la agricultura industrial. En Francia, la escuela agrícola de Saulsaie se creó en 1842, el Instituto Agronómico Nacional en 1848, la escuela agrícola regional de Bretaña en 1849. En 1868 se creó la red de estaciones de investigación agronómica. En Estados Unidos, la educación agrícola superior se estableció gracias a la Ley Morill de 1862 y luego a la Segunda Ley Morill de 1890. Las estaciones de investigación agrícola fueron creadas en 1887 por la Ley Hatch, en el marco de los establecimientos educativos creados anteriormente. En Alemania, se crearon estaciones de investigación agrícola en las décadas de 1850 y 1860.

### SiglosXXyXXI
En la segunda mitad del siglo XX, la agronomía sufrió profundos cambios a nivel epistemológico y técnico. También enfrenta profundos cambios en el contexto agrícola
La agronomía sufrió una ruptura conceptual que marcó su separación definitiva de la agricultura y su advenimiento como ciencia por derecho propio: desde entonces en adelante, la teoría científica precede a la recopilación de datos, contrariamente a lo que había prevalecido anteriormente Caracterizado por nuevos conceptos, como el de “perfil cultural” (Método de observación del suelo que proporciona datos de campo para el agricultor o agrónomo). (S. Hénin) que permite una aproximación teórica al estudio de los suelos, del itinerario técnico o del sistema de cultivo, lleva a la elaboración de una nueva definición de agronomía por parte de Sebillotte.
En la segunda mitad del siglo XX, la agronomía también se enfrentó a profundos cambios en el contexto agrícola. Después de una fase de fuerte crecimiento de la producción agrícola, caracterizada por el desarrollo de fertilizantes y pesticidas sintéticos, ligada a avances paralelos en la producción vegetal y animal (selección y mejora), la agricultura se enfrenta a una serie de dificultades. Las funciones económicas, ambientales y sociales de la agricultura están hoy en el centro de un vasto debate social. Las crisis recientes (enfermedad de las vacas locas, organismos genéticamente modificados, plaguicidas, Escherichia coli O104:H4)  han demostrado claramente la complejidad y la importancia de este debate, destacando en particular el vínculo entre la investigación agrícola y los intereses económicos: una asociación extremadamente eficaz para acelerar la innovación pero plantea un problema cuando es necesario evaluarlo objetivamente. De hecho, los especialistas involucrados en programas industriales pueden convertirse en jueces y partes. Éste es el problema más general del conflicto de intereses extendido a los investigadores.
A partir de la década de 1980, se dispuso de nuevas herramientas para la investigación agrícola. La biología molecular abre nuevas posibilidades para la selección varietal (cartografía genética y secuenciación de genomas, creación de OGM), el estudio de patógenos y plagas o el estudio de comunidades microbianas en el suelo o el rumen (PCR en tiempo real, metagenómica). El desarrollo de las tecnologías de la información permite el crecimiento de la modelización y la biometría gracias al desarrollo de potentes medios de cálculo estadístico que ahora se utilizan habitualmente durante los experimentos.
Dadas las importantes dificultades económicas del mundo agrícola y campesino durante las décadas de 1980 y 1990, marcadas por una caída constante del precio de las materias agrícolas, algunos agrónomos consideran imprescindible actualizar los mecanismos explicativos de la evolución de la agricultura relacionándolos con la evolución de las condiciones sociales. demanda. El enfoque agronómico puramente local se enriquece y complementa con un enfoque que pretende situar la agricultura y los sistemas de producción implantados en el contexto global. En un momento de globalización del comercio, parece imposible interpretar correctamente las estrategias agrícolas sin conocer las políticas agrícolas y los acuerdos internacionales, particularmente en el marco de la Organización Mundial del Comercio, que condiciona el precio de las materias primas y, por tanto, la rentabilidad de las producciones.

#### Desarrollo de conceptos que concilian medio ambiente y agricultura
La degradación ambiental, ligada a la agricultura industrial, al desarrollo industrial y al fuerte aumento de la población mundial, ha planteado numerosos interrogantes y ha llevado al desarrollo, e incluso a la aparición, de nuevas preocupaciones para la ciencia agronómica (descontaminación, tratamiento de residuos, desarrollo rural, control biológico, control integrado y producción integrada). La agricultura también se enfrenta a crisis de sobreproducción.
El surgimiento del concepto de desarrollo sostenible a partir de la conferencia de Río de 1992 marca un nuevo giro con la aparición de preocupaciones sobre la degradación de los recursos naturales (disminución de la fertilidad del suelo, contaminación del agua, erosión, pérdida de biodiversidad doméstica...) causada por la industrialización de agricultura11. En esta perspectiva que, en última instancia, apunta a una reducción drástica de los impactos relacionados con los insumos, la agronomía se fija el objetivo de apoyar el desarrollo de la agricultura manteniendo o incluso aumentando los rendimientos de los cultivos y de la producción animal respetando los equilibrios naturales. La agricultura se concibe como un ecosistema antropizado –agrosistema– del que el hombre forma parte y que debe mantener en equilibrio.
En este contexto, el auge de las nuevas tecnologías, la biotecnología y las TI, ha abierto nuevos campos de estudio que conducen al desarrollo de la agricultura de precisión. Pero hay desacuerdo entre los agrónomos sobre el lugar que se debe dar a estas nuevas tecnologías en la solución de los problemas actuales. Algunos los ven sólo como medios secundarios, que incluso pueden agravar los efectos perversos de la agricultura industrial, mientras que otros los convierten en el pilar de una nueva revolución verde. Por el contrario, los agrónomos han propuesto otras soluciones, basadas en el uso de regulaciones naturales de los agroecosistemas: agricultura de conservación, agricultura sostenible, agroecología, intensificación ecológica, revolución doblemente verde... Los agrónomos también se han interesado por la agricultura ecológica, una forma de agricultura nacida fuera de la investigación agrícola. Entre otras formas de agricultura destinadas a ser respetuosas con el medio ambiente, los agrónomos estudian marginalmente la biodinámica y la permacultura En los años 1990, en Francia el Institute National de la Recherche Agricole INRA propuso la “extensificación” (luego rebautizada como “desintensificación”) como un nuevo modelo agrícola en el marco de una reducción de los precios garantizados y del abandono agrícola y que apunta a reducir la cantidad de trabajo y capital (y por tanto insumos) utilizados por unidad de superficie, en una lógica principalmente económica. En los años 90 también se promovió el concepto de multifuncionalidad de la agricultura, que pretende tener en cuenta en las políticas agrícolas la diversidad de funciones sociales y ambientales de la agricultura (soberanía alimentaria, empleo, gestión del paisaje, etc.) más allá de la función de producción agrícola.
El comienzo del siglo XXI ve proliferar en la literatura científica términos que designan nuevas formas de agricultura más respetuosas con el medio ambiente: agricultura durable o sostenible, agricultura sostenible con bajos niveles de insumos, ecoagricultura, modernización ecológica de la agricultura.